# Camerata Academica Porolissensis
Camerata Academica Porolissensis este reuniunea corală din cadrul Liceului de artă „Ioan Sima” din Zalău, aflată sub bagheta dirijorului prof. dr. Ioan Chezan, de la înființare (1971) până în prezent.

## Istoric

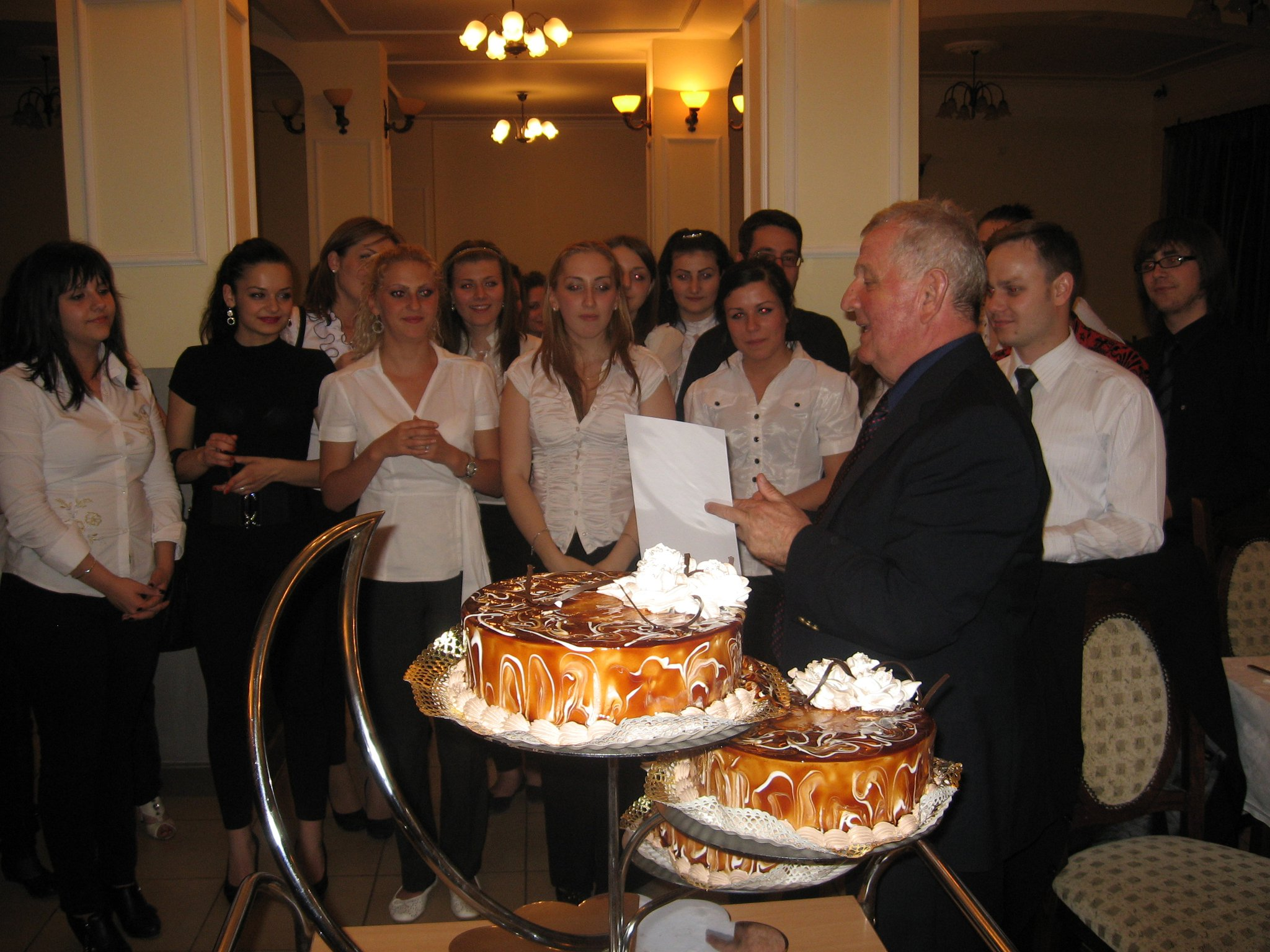
Cameratei Academica Porolissensis – 40 de ani de activitate, aniversare (19 mai 2011), dirijorul dr. Ioan Chezan (profil)

Camerata Academica Porolissensis ia naștere în anul 1971 la inițiativa proaspătului absolvent al Conservatorului din Cluj, profesorul Ioan Chezan, inițial fiind o formație corală camerală a Clubului tineretului din Zalău. Formația, alcătuită din profesori și elevi ai Liceului Pedagogic, a susținut concerte alături de celelalte colective artistice ale acestuia, instituția beneficiind și de orchestră de muzică populară și de muzică ușoară. Formația, alcătuită din profesori și elevi ai Liceului Pedagogic, a susținut concerte alături de celelalte colective artistice ale acestuia, instituția beneficiind și de orchestră de muzică populară și de muzică ușoară.
Corul de Cameră al Clubului Tineretului din Zalău s-a ancorat puternic în peisajul cultural local, devenind o formație emblematică pentru iubitorii de frumos a județului Sălaj. În ce privește activitatea concertistică de început a corului acesta a participat la emisiunea TV concurs „Drum de glorii”, unde juriul i-a acordat pentru interpretare 99 de puncte, însemnând și primul mare succes al formației; participarea la emisiunea TV „Club T”, obținerea locului IV și a titlului de laureat la faza republicană a Festivalului „Cântarea României” iar, ulterior, câștigarea premiului 1 la Festivalul coral interjudețean D.G. Kiriac (Pitești 1977). 
În anul 1977 a avut loc spectacolul concurs, dedicat împlinirii a 100 de ani de la cucerirea independentei de stat a României, spectacol organizat de Televiziunea Română și transmis în direct de pe scena Casei de Cultură a Sindicatelor. La Casei de Cultură a Sindicatelor începeau să vină să concerteze ansambluri renumite, de exemplu, Corul Filarmonicii din Cluj-Napoca a concertat în comun cu Corul Clubului Tineretului din Zalău, avându-l ca solist la taragot pe maestrul Dumitru Fărcaș.
Sub bagheta dirijorului Ioan Chezan această formație corală a avut o evoluție rapidă, în scurt timp Zalăul fiind recunoscut ca un centru reprezentativ pentru mișcarea corală din România. De-a lungul anilor, din formație au făcut parte tineri de diferite profesii, mulți componenți devenind la rândul lor, dirijori sau animatori ai muzicii corale.
În anul 1990 formația se transformă în Reuniune Corală, cu personalitate juridică, cu denumirea de Camerata Academica Porolissensis, întrucât majoritatea componenților lor proveneau din mediul academic.
Începând cu anul 1991, la inițiativa dirijorului și cu sprijinul financiar al Inspectoratului pentru Cultură al Județului Sălaj, se va organiza, în Zalău, Festivalul coral internațional „Ecouri Transilvane”.  Datorită prestigiului câștigat după atâta muncă în timp, corul era invitat la manifestări culturale de referință ale genului, fiind o prezență activă la momentele solemne ale vieții culturale sălăjene, la concursuri, remarcându-se de fiecare dată prin măestria de care dădea dovadă în interpretare, prin echilibrul rafinat.
Corul Camerata Academica Porolissensis este un nume între cele 10-12 coruri care au rezistat și după revoluție, în condițiile în care întreaga activitate corala din țară s-a prăbușit, acest fapt fiind datorat în mare măsură faptului că Ioan Chezan a promovat întotdeauna un repertoriu de aleasă calitate. Fluctuația coriștilor, schimburile de generații au regenerat continuu formația, menținând-o mereu tânără. Devenite pepiniere de noi coriști, Școala de Arte Zalău și, ulterior, Liceu de Artă „Ioan Sima” din Zalău, s-au implicat în asigurarea continuității la cote tot mai înalte a acestei formații corale, prin aportul dirijorului, profesorilor și al elevilor.

## Concerte
Pe plan național
Participarea la festivalurile: Infantes Maris (Constanța, 1997), Doina Someșană (Năsăud), Festivalul Coral de Primăvară (Câmpia Turzii 2002, 2010), Tinerețe, ani de aur (Tulcea), Festivalul Coral Deva, Festivalul Coral – Coruri Sindicale (Satu-Mare), FestivalulCo Coral „Liviu Borlan” (Baia Mare), Festivalul „Augustin Bena” (Cluj-Napoca, 1998, 2000), Concursul coral pentru coruri de tineret (Cluj-Napoca), Festivalul „Tudor Jarda” (Năsăud, 2008), Reuniunea corală internațională de muzică religioasă „Bartolomeu Anania” (Bistrița, 2011) etc.
Obținerea premiului III la Concursul Internațional de Creație și Interpretare Corală „Gheorghe Dima” în anul 1994. În anul 1996, cu ocazia aniversării a 25 de ani de activitate a Reuniunii Corale Camerata Academica Porolissensis a invitat, în premieră absolută în Zalău, a Corului Madrigal, condus de regretatul Marin Constantin.
Pe plan internațional
Camerata a avut ocazia, de-alungul timpului, să participe la un mare număr de concerte în întreaga Europă, astfel participând la schimburi culturale cu formații din Rusia, Polonia (1980), Italia (1991, 1994, 1998), Franța (1999, 2007), Ungaria (1992, 1993, 2000), Norvegia (1993), Elveția (2009).

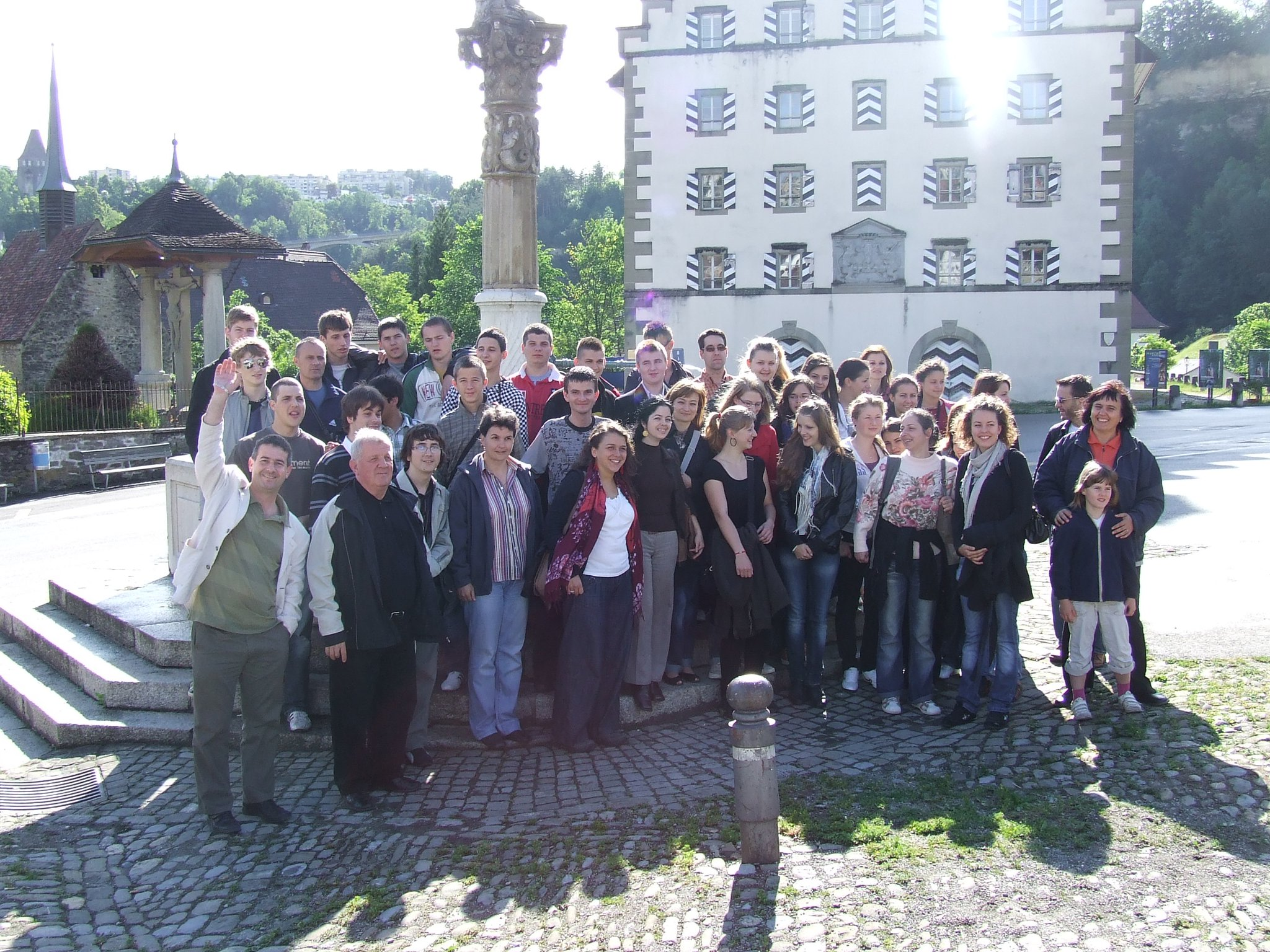
Membrii Cameratei Academica Porolissensis în Fribourg, Elveția, 2009.

## Repertoriu
Camerata Academica Porolissensis a abordat în decursul anilor un repertoriu variat, ponderea deținând-o creația corală românească, adeseori inspirată din melosul folclorului.
Camerata Academica Porolissensis a abordat în decursul anilor un repertoriu variat, ponderea deținând-o creația corală românească, adeseori inspirată din melosul folclorului. În primii ani repertoriul cuprindea atât cântece patriotice, cât și piese de literatură muzicală rămânească și universală, clasică și contemporană: „Iubește-mă frumoaso” de Luca Marenzio, „Te duci, iubito” de Filippo Azzaiolo, „Cântecul pescarului” de Dumitru Chiriac, „Tinerii din țara-ntreagă” de Mircea Neagu, „Mama” de G.D. Kiriac, „Sârba pe loc” de Gheorghe Danga, „Răsunet de la Crișana” de Ion Vidu, „Visul marilor străbuni”, „Românie, stindard de libertate”, versuri de prof. Iulian Suciu, muzica de Ioan Chezan, prelucrarea folclorică „Cucule, de unde vii?” aparținând profesorului și dirijorului Ioan Chezan, distinsă cu premiul II la faza republicană a Festivalului „Cântarea României”.
Abordarea creației corale românești în ipostaza ei cultă și populară a avut o importanță deosebită, întrucât colinda și muzica religioasă au fost vremelnic interzise înainte de 1989.
În anul 2000, în cadrul Festivalului Augustin Bena, formația din Zalău a fost întâmpinată cu aplauze la scenă deschisă, fiind deosebit de apreciată pentru calitatea interpretării lucrărilor corale și a repertoriului abordat: „Heruvic” de Ioan Chezan și Eugen Pînzar, „Ave Maria” de Marius Cuteanu, „Colind din Sălaj” și „Mare hibă-i la Jibău” de Dariu Pop, „Baladă” de Alexandru Ivășcanu, „Duce-m-oi și n-oi veni” de Adrian Pop, „Cucule, de unde vii?” de Ioan Chezan, „Ce vii bade târzior” și „Hai sură” de Augustin Bena.

## Distincții și premii
- Medalia „Una vita per L'arte” - oferită de Fundația „Madrigal Marin Constantin”, dirijorului și corului - 1996
- Premiul I la Festivalul Național „Cântarea României” - 19781, 1981, 1985

## Repertoriu selectiv
Muzică românească
- Augustin Bena - Ce vii bade târzior
- augustin Bena - Hai sură
- augustin Bena - Murăș, Murăș, apă lină
- augustin Bena - Cărăușe de pe deal
- augustin Bena - Someș, Someș, apă afundă
- augustin Bena - Țigăneasca
- Ioan Chezan - Cucule, de unde vii?
- Ioan Chezan - Românie, stindard de libertate
- Ioan Chezan - Visul marilor străbuni
- Ion D. Chirescu - Mama
- Gheorghe Danga - Sârba
- Gheorghe Dima - La mijloc de codru des
- Gheorghe Dima - Ziua Ninge
- Sabin V. Drăgoi - Doina
- Francisc Hubic - Suita bihoreană
- Francisc Hubic - Floricica
- Aurel Ivășcanu - Balada
- Aurel Ivășcanu - Dragă mi-e această țară
- Tudor Jarda - Mă luai, luai
- Tudor Jarda - Nuntă țărănească
- Dumitru G. Kiriac - Pe cărare sub un brad
- Simeon Nicolescu - Iac-așa
- Hans Peter Türk - Asta-i seara
- Hans Peter Türk - Colindă
- Adrian Pop - Duce-m-oi și n-oi veni
- Adrian Pop - Vine hulpe
- Dariu Pop - Mare hibă-i la Jibău
- Aurel Popovici - Seara pe deal
- Timaru Valentin - Colinda fetii
- Timaru Valentin - Tatăl nostru
- Timaru Valentin - Troparul nașterii Domnului
- Ion Vidu - Răsunet din Crișana
- Ion Vidu - Peste deal
- Ion Vidu - Răsunetul Ardealului
- G. Budiș - Cântec de Crăciun
- Ilarion Cocișiu - Coborât-a coborât
- Gheorghe Cucu - Sus boieri
- Gheorghe Dima - O, ce veste
- Tudor Jarda - Domnul Iisus Cristos
- Dumitru G. Kiriac - Moș Crăciun
- Alexandru Podoleanu - Bună dimineața la Moș Ajun
- Dariu Pop - Colindă din Sălaj
- Tiberiu Popovici - Astăzi s-a născut Cristos
- Tiberiu Popovici - Praznic luminos
- Nicolae Prația - Trei Crai

Muzică religioasă
- Ioan Chezan - Heruvicul
- Liviu Comes - Liturghia Sf. Ioan Gură de Aur
- Marius Cuteanu - Ave Maria
- Gheorghe Dima - Heruvicul
- Giuseppe de Marzi - Signore delle Cime
- Larentti Laurențiu - I. Himmelen
- Nicolae Lungu - Cămara Ta
- Ciprian Porumbescu - Tatăl Nostru
- Robert Schumann - Deschideți mari a Cerului porți

Lucrări corale din literatura muzicală universală
- Johann Sebastian Bach - În ce chip dorește cerbul
- Béla Bartók - Patru cântece slovace
- Johannes Brahms - Rămas bun codrului
- Anton Bruckner - Locus Iste
- Anton Bruckner - Ave Maria
- Pierre Certon⁠(en)[traduceți] - La, la, la, nu știu zău
- Charles Gounod - Ave Verum
- Edvard Grieg - Med en primula veris
- Marothy György - Us! Isten Jol Latad
- Hans Leo Hassler⁠(en)[traduceți] - Fugind treceam păduri
- Hans Leo Hassler - Gagliarda
- Joseph Haydn - Apa te preface mut
- Josquin des Prés - Ave Vera Verginitas
- Luca Marenzio - Iubește-mă frumoaso!
- Claudio Monteverdi - Lasciate mi morire
- Wolfgang Amadeus Mozart - Alfabetul
- Wolfgang Amadeus Mozart - D’Bäurin Hat d’Katz Verlor’n
- Wolfgang Amadeus Mozart - Ave Verum
- Giovanni Pierluigi da Palestrina - Ave Maria
- Antonio Scandello⁠(en)[traduceți] - Găina
- Orazio Vecchi⁠(en)[traduceți] - Dragostea mea
- Zoltán Kodály - Esti Dal

Lucrări vocal-simfonice
- Wolfgang Amadeus Mozart – Requiem
- Gavril Musicescu – Concertul nr. 1 (Cuvintele profetului Samuel din Psalmii 23, 142-150)
- Giuseppe Verdi – Psalm 101
- Antonio Vivaldi – Gloria
- Gabriel Pierne – L’Ane Mill[9]